# Pseudoromicia nyanza
Pseudoromicia nyanza és una espècie de ratpenat de la família dels vespertiliònids. Viu a Kenya i, possiblement, Uganda. El seu hàbitat natural són les vores dels boscos. Té una llargada total de 79–89 mm, la cua de 30–38 mm i un pes de 4,8–8,3 g. Fou anomenat en referència a la regió de Nyanza. Com que fou descobert fa poc, encara no se n'ha avaluat l'estat de conservació, tot i que els seus descriptors recomanaren que es classifiqués com a espècie en risc mínim.